# Jezioro Jagodne
Jezioro Jagodne – jezioro rynnowe w Krainie Wielkich Jezior Mazurskich w woj. warmińsko-mazurskim, w pow. giżyckim, w gminie Miłki, leżące w dorzeczu Pisy.
Jezioro Jagodne znajduje się na szlaku wodnym Wielkich Jezior Mazurskich pomiędzy Kanałem Szymońskim a Kanałem Kula. Oś jeziora skierowana jest z południowego zachodu na północny wschód. Długość jeziora wynosi 8,7 km, a szerokość do 1,8 km.
Powierzchnia zwierciadła wody razem z jego zatokami: Jeziorem Szymoneckim i Jeziorem Górkło (od południa) i Jeziorem Zimny Kąt, Jeziorem Malik oraz zatoką Kula (od północy) według różnych źródeł wynosi od 872,5 ha do 942,7 ha do 945 ha.
Zwierciadło wody położone jest na wysokości 115,7 m n.p.m. lub 116,2 m n.p.m. Średnia głębokość jeziora wynosi 8,7 m, natomiast głębokość maksymalna 37,4 m. Największa głębia na jeziorze znajduje się w pobliżu zachodniego brzegu jeziora, obok miejscowości Prażmowo.
Na jeziorze są cztery bezimienne wyspy o łącznej powierzchni 2,6 ha.
Droga wzdłuż zachodniego brzegu jeziora biegnie w kierunku północno-wschodnim przez Kozin do Bogaczewa, leżącego już nad Jeziorem Bocznym.
Naprzeciw Prażmowa na wschodnim brzegu jeziora położona jest wieś Jagodne Małe. Droga z tej wsi w kierunku północno-wschodnim prowadzi do wsi Jagodne Wielkie. Jest zbiornikiem z licznymi dopływami, są to głównie rowy melioracyjne, łąki, odwadniające przyległe pola, tereny bagienno-leśne oraz Kanał Kula, łączący jezioro Boczne z jeziorem Jagodne. Rowy odwadniające pola i łąki wnosiły w okresie wiosennym znaczne ilości związków azotowych z przewagą azotanów. Jest to jezioro dość zasobne w związki azotu i fosforu, występuje wzrost poziomu zanieczyszczeń organicznych, jest to jezioro silnie zeutrofizowane, podatne na degradację, w celu poprawy jakości wód potrzebne są zmiany w sposobie użytkowania zlewni. W oparciu o badania przeprowadzone w 2001 roku wody jeziora zaliczono do wód pozaklasowych.